# Gobio sinensis
Gobio sinensis és una espècie de peix cipriniforme de la família dels ciprínids.